# Estudio de Adolfo López Rubio
El estudio de Adolfo López Rubio fue un estudio madrileño, ubicado en el barrio de Antón Martín propiedad del escenógrafo homónimo, que entre 1941 y 1946 produjo portadas de novelas populares, publicidad y sobre todo tebeos para editoriales como Marisal y Rialto.
A las órdenes de Adolfo López Rubio se hallaban dibujantes entonces muy jóvenes, como Federico Blanco, Francisco Blanes, Víctor de la Fuente, Gordillo, Manolo Huete, Alfredo Ibarra, Amable Leal, Pepe Laffond, Perellón, José Pico, Vicente Rozo y Luis Vigil. Trabajaban estos en torno a una mesa de comedor, consumiendo el café y el tabaco negro que les suministraba un bar cercano denominado "El Tarzán".

## Producciones del Estudio
| Título            | Año  | Ejemplares | Tipo     | Tamaño  | Periodicidad | Precio facial en pesetas | Editorial |
| ----------------- | ---- | ---------- | -------- | ------- | ------------ | ------------------------ | --------- |
| Diamante Amarillo | 1944 | 54         | Cuaderno | 17x24   |              |                          | Rialto    |
| Diamante Negro    | 1944 | 104?       | Cuaderno | 21 x 31 |              |                          | Rialto    |